# Hilario C. Gutiérrez
Capitán Hilario C. Gutiérrez fue un militar mexicano que participó en la Revolución mexicana. En 1906, siendo profesor en San Pedro Soteapan, Veracruz, se afilió al Club Liberal Benito Juárez de San Pedro Soteapan, colaborando así en la Rebelión de Acayucan dirigido por Hilario C. Salas. Fue detenido junto con Francisco Cinta y enviado a San Juan de Ulúa, donde permaneció por casi cinco años. Tras el asesinato de Francisco I. Madero se levantó en armas al lado de Hilario C. Salas, Miguel Alemán González, Pedro A. Carvajal y Marcelino Absalón Pérez. Alcanzó el grado de Capitán. Más tarde se retiró del servicio activo y se dedicó a las tareas agrícolas.
Estos tres luchadores fueron, junto con Padua y Novoa, quienes por su destacada actuación en la causa del pueblo, tenía Hilario Salas como sus principales colaboradores en la organización del movimiento de la Sierra de Soteapan; y cuando dicho jefe quedó imposibilitado para continuar la insurrección por la herida recibida en Acayucan, ellos, al frente de más de 250 campesinos la prosiguieron, sosteniendo el 4 de octubre de 1906 un reñido combate en las márgenes del río de Huazuntlán contra el 25 Batallón de Infantería que comandaban el mayor Quiroz y el capitán José González. Desde un principio los rebeldes comenzaron a hacer grandes estragos entre los federales, por lo que el mayor y el capitán, tratando de evitar una mayor carnicería, izaron bandera blanca pidiendo parlamento para deliberar sobre las condiciones de su rendición; pero esto no fue más que una ruin estratagema, ya que cuando los revolucionarios estaban dispuestos a iniciar las conferencias y se hallaban muy confiados en la buena fe de sus enemigos, fueron intempestivamente atacados por éstos, que mataron a la mayoría de ellos a bayoneta calada, para después emprender la fuga hacia Acayucan, en donde al llegar hicieron alarde de su victoria.
Después de haber sufrido esta villanía, y con los escasos elementos que les quedaban, los tres luchadores marcharon a Tecizapa y al Paso de Huazuntlán, donde tuvieron la fortuna de derrotar a unas fuerzas pertenecientes al 17 Batallón de Infantería; pero el 12 del mismo octubre recibieron un gravísimo descalabro por parte del Décimo Regimiento de Caballería que comandaba el coronel Gonzalo Luque, circunstancia por la cual huyeron precipitadamente hacia Catemaco con el propósito de reunirse con los compañeros jefaturados por Fausto Rosario y el poeta Teodoro Constantino Gilbert; pero cuando apenas habían llegado a dicha población fueron batidos, derrotados y hechos prisioneros por un fuerte destacamento de rurales al mando del capitán Francisco Urrutia, quien los condujo como bandoleros a San Andrés Tuxtla, luego a Acayucan y finalmente a Puerto México, (Coatzacoalcos) donde fueron procesados por el oficioso y venal Betancourt, quien les impuso una condena de los consabidos cuatro años ocho meses de encarcelamiento en la fortaleza de San Juan de Ulúa.

### Salen en libertad
Al dejar el presidio después de haber padecido por tanto tiempo infinidad de vejaciones y torturas en sus calabozos y galeras, los tres insurgentes se unieron al maderismo victorioso. Hilario Gutiérrez, que cuando los jefes del 25.º Batallón cometieron su incalificable felonía, se precipitó en una barranca con intención de matarse antes que caer prisionero, y que por sus admirables hazañas durante su breve actuación revolucionaria mereció ser llamado por sus correligionarios el héroe de 1906, permaneció en Veracruz junto con Salas y Donato Padua, y al ser asesinado el presidente Madero combatió al régimen usurpador en las filas del Ejército Constitucionalista perteneciendo al Séptimo Batallón de Infantería jefatura do por el coronel Miguel Martínez, que operaba en los cantones de Acayucan y Minatitlán.
Después del derrumbe del huertismo continuó prestando sus servicios en la misma corporación, y en 1916 el Jefe de la Primera División de Oriente, general Heriberto Jara, que como a todos los antiguos revolucionarios veracruzanos lo estimaba en alto grado, lo ascendió a capitán segundo y le confirió el mando del Noveno Batallón de Infantería de la propia División, para que luchara contra el villismo tanto en los cantones referidos como en otros lugares del sur de Veracruz.
Por no especificarlo en su hoja de servicios, que obra en poder del Archivo Histórico de la Defensa Nacional, se ignoran cuáles otras comisiones desempeñó Gutiérrez desde 1917 hasta 1941, año en que, según el mismo documento, se encontraba en Acayucan como capitán primero de caballería, disfrutando de una licencia ilimitada.